# Herman P. Eberharter

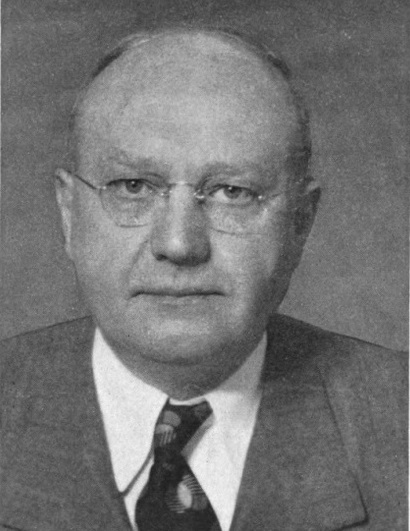
Herman P. Eberharter

Herman Peter Eberharter (* 29. April 1892 in Pittsburgh, Pennsylvania; † 9. September 1958 in Arlington, Virginia) war ein US-amerikanischer Politiker. Zwischen 1937 und 1958 vertrat er den Bundesstaat Pennsylvania im US-Repräsentantenhaus.

## Werdegang
Herman Eberharter besuchte die Holy Trinity Parish School, die Morehead School und die Fifth Avenue High School. Während des Ersten Weltkrieges diente er in einer Infanterieeinheit der US Army, in der er bis zum Leutnant aufstieg. Nach einem anschließenden Jurastudium an der Law School der Duquesne University in Pittsburgh und seiner 1925 erfolgten Zulassung als Rechtsanwalt begann er in Pittsburgh in diesem Beruf zu arbeiten. Er gehörte auch dem Officers’ Reserve Corps der Army an. Gleichzeitig schlug er als Mitglied der Demokratischen Partei eine politische Laufbahn ein. In den Jahren 1935 und 1936 saß er als Abgeordneter im Repräsentantenhaus von Pennsylvania.
Bei den Kongresswahlen des Jahres 1936 wurde Eberharter im 32. Wahlbezirk von Pennsylvania in das US-Repräsentantenhaus in Washington, D.C. gewählt, wo er am 3. Januar 1937 die Nachfolge von Theodore L. Moritz antrat. Nach zehn Wiederwahlen konnte er bis zu seinem Tod am 9. September 1958 im Kongress verbleiben. Dabei wechselte er mehrfach seinen Wahlbezirk. Zwischen 1943 und 1945 vertrat er den 31., von 1945 bis 1953 wieder den 32. und ab 1953 den 28. Distrikt seines Staates. Er war Mitglied des zwischen 1938 und 1944 existierenden Dies Committee, einem Vorgängerausschuss des späteren Ausschusses für unamerikanische Umtriebe. Während seiner Zeit im Kongress wurden dort bis 1941 die letzten New-Deal-Gesetze der Roosevelt-Regierung verabschiedet. Seit 1941 war auch die Arbeit des Kongresses von den Ereignissen des Zweiten Weltkrieges geprägt. In Eberharters Zeit als Kongressabgeordneter fielen auch der Beginn des Kalten Krieges, der Koreakrieg und innenpolitisch der Auftakt zur Bürgerrechtsbewegung. Zum Zeitpunkt seines Todes war er bereits von seiner Partei für die nächsten Kongresswahlen nominiert worden.